# Умут Бозок
Умут Бозок (тур. Umut Bozok; нар. 19 вересня 1996, Сент-Авольд) — турецький футболіст, нападник клубу «Еюпспор».
Виступав, зокрема, за клуби «Нім-Олімпік», «Лор'ян» та «Трабзонспор», а також молодіжну збірну Туреччини.

## Клубна кар'єра
Народився 19 вересня 1996 року в місті Сент-Авольд. Вихованець юнацьких команд футбольних клубів «Етоль Наборін» та «Мец». Починав, як захисник, а згодом тренери перевели його у напад.
У дорослому футболі дебютував 2014 року виступами за команду «Мец-2», в якій провів два сезони, взявши участь у 33 матчах чемпіонату. Влітку 2016 Умут перейшов до клубу «Консолат», а ще через рік до команди Ліги 2 «Нім-Олімпік».
28 липня 2017 року Бозок дебютував за «Нім» у матчі Ліги 2, який програв «Реймсу» 0–1. 20 жовтня 2017 року нападник відзначився хет-триком у переможній грі 4–0 над «Брестом». За підсумками сезону турок став найкращим бомбардиром Ліги 2 та допоміг клубу підвищитись до вищого дивізіону.
18 червня 2019 року Бозок підписав контракт із французьким клубом «Лор'ян» на 3 роки. Сума трансферу склала 1,5 мільйона євро.
Протягом 2021 року захищав кольори клубу «Труа» на правах оренди.
22 липня 2021 року також на правах оренди Умут перейшов до турецького клубу «Касимпаша». За підсумками сезону став найкращим бомбарлиром чемпіонату з 20 голами.
Влітку 2022 року перейшов до «Трабзонспора».
3 лютого 2025 року перейшов до клубу «Еюпспор».

## Виступи за збірні
2012 року дебютував у складі юнацької збірної Туреччини (U-17), загалом на юнацькому рівні взяв участь у 6 іграх, відзначившись 3 забитими голами.
Протягом 2017–18 років залучався до складу молодіжної збірної Туреччини. На молодіжному рівні зіграв у 5 офіційних матчах, забив 3 голи.
25 вересня 2022 року дебютував у складі національної збірної Туреччини в матчі Ліги націй проти збірної Фарерських островів.

## Особисте життя
Бозок народився у Франції та має турецьке походження. Окрім футболу він займався музикою та є володарем чорного поясу з карате.

## Статистика виступів

### Статистика клубних виступів
| Команда           | Сезон             | Ліга              | Ліга | Ліга  | Кубок | Кубок | Кубок Ліги | Кубок Ліги | Європа | Європа | Разом | Разом |
| Команда           | Сезон             | Дивізіон          | Ігор | Голів | Ігор  | Голів | Ігор       | Голів      | Ігор   | Голів  | Ігор  | Голів |
| ----------------- | ----------------- | ----------------- | ---- | ----- | ----- | ----- | ---------- | ---------- | ------ | ------ | ----- | ----- |
| «Мец-2»           | 2013–14           | CFA 2             | 1    | 0     | —     | —     | —          | —          | —      | —      | 1     | 0     |
| «Мец-2»           | 2014–15           | CFA               | 10   | 0     | —     | —     | —          | —          | —      | —      | 10    | 0     |
| «Мец-2»           | 2015–16           | CFA 2             | 22   | 13    | —     | —     | —          | —          | —      | —      | 22    | 13    |
| «Мец-2»           | Разом             | Разом             | 33   | 13    | 0     | 0     | 0          | 0          | 0      | 0      | 33    | 13    |
| «Консолат»        | 2016–17           | НЧ                | 31   | 18    | 3     | 0     | 0          | 0          | —      | —      | 34    | 18    |
| «Нім-Олімпік»     | 2017–18           | Ліга 2            | 36   | 24    | 1     | 0     | 1          | 1          | —      | —      | 38    | 25    |
| «Нім-Олімпік»     | 2018–19           | Ліга 1            | 25   | 2     | 0     | 0     | 2          | 0          | —      | —      | 27    | 2     |
| «Нім-Олімпік»     | Разом             | Разом             | 61   | 26    | 1     | 0     | 3          | 1          | 0      | 0      | 65    | 27    |
| «Лор'ян»          | 2019–20           | Ліга 2            | 16   | 2     | 3     | 2     | 1          | 0          | —      | —      | 20    | 4     |
| «Лор'ян»          | 2020–21           | Ліга 1            | 5    | 0     | 0     | 0     | 0          | 0          | —      | —      | 5     | 0     |
| «Лор'ян»          | Разом             | Разом             | 21   | 2     | 3     | 2     | 1          | 0          | 0      | 0      | 25    | 4     |
| «Труа»            | 2020–21           | Ліга 2            | 16   | 1     | 0     | 0     | 0          | 0          | —      | —      | 16    | 1     |
| «Касимпаша»       | 2020–21           | Суперліга         | 38   | 20    | 3     | 0     | 0          | 0          | —      | —      | 41    | 20    |
| «Трабзонспор»     | 2022–23           | Суперліга         | 27   | 8     | 3     | 1     | —          | —          | 7      | 1      | 37    | 10    |
| «Трабзонспор»     | 2023–24           | Суперліга         | 13   | 1     | 2     | 2     | —          | —          | —      | —      | 15    | 3     |
| «Трабзонспор»     | Разом             | Разом             | 40   | 9     | 5     | 3     | —          | —          | 7      | 1      | 52    | 13    |
| Усього за кар'єру | Усього за кар'єру | Усього за кар'єру | 241  | 90    | 15    | 5     | 4          | 1          | 7      | 1      | 267   | 97    |

## Титули і досягнення
- Національний чемпіонат найкращий бомбардир: 2016–17 (18 голів)[3]
- Ліга 2 найкращий бомбардир: 2017–18 (24 голи)[7]
- Суперліга найкращий бомбардир: 2021–22 (20 голів)